# イタロ・ケルト語派
イタロ・ケルト語派（いたろ・けるとごは、Italo-Celtic）、イタリア・ケルト語派はインド・ヨーロッパ語族における仮説上の語派。かつてアントワーヌ・メイエらによって提唱されたが、現在では批判もある。
印欧祖語が語派に分岐する途中にイタリック語派とケルト語派に共通の言語があったという説にもとづく。Ringe & Taylor(2002)によると両語派は姉妹群をなす。またGray & Atkinson 2003の系統樹によると、両語派はゲルマン語派を含めて単系統群を形成するとしている。イタロ・ケルト語派を支持する遺伝子指標としてY染色体ハプログループR-S116が想定される。